# Ganzenpas
De ganzenpas is een paradepas, een ceremoniële manier van marcheren.
Bij de ganzenpas wordt een gestrekt been naar voren omhoog gebracht, bijna horizontaal, en wordt een stap gemaakt waarbij de voet met kracht wordt neergezet. De benen blijven gestrekt en buigen dus niet in de knieën.
In het Russische leger en bij de Griekse Garde wordt de ganzenpas gebruikt bij het wisselen van de wacht. In Pruisen en Duitsland is de Stechschritt vanaf de 19e eeuw tot 1945 in gebruik geweest. Na de Tweede Wereldoorlog heeft de Nationale Volksarmee de Exerzierschritt nog tot 1990 gebruikt. De West-Duitse Bundeswehr heeft de ganzenpas niet gebruikt.

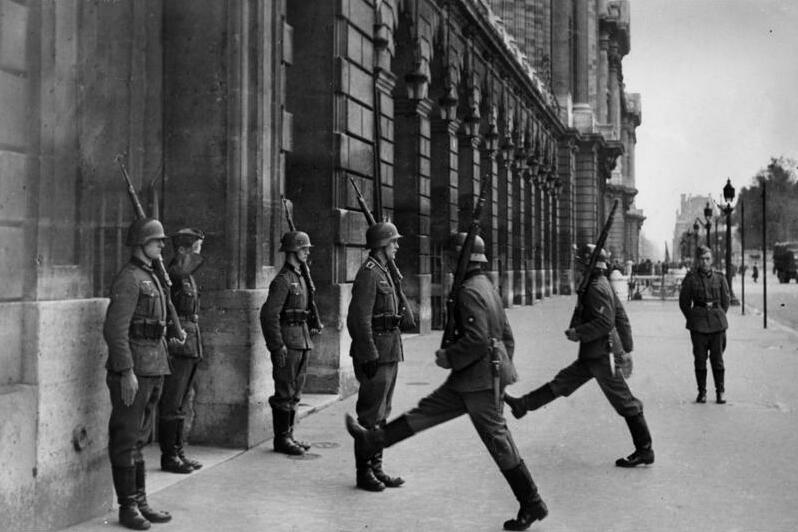
Duitse Wehrmacht in Stechschritt in Parijs
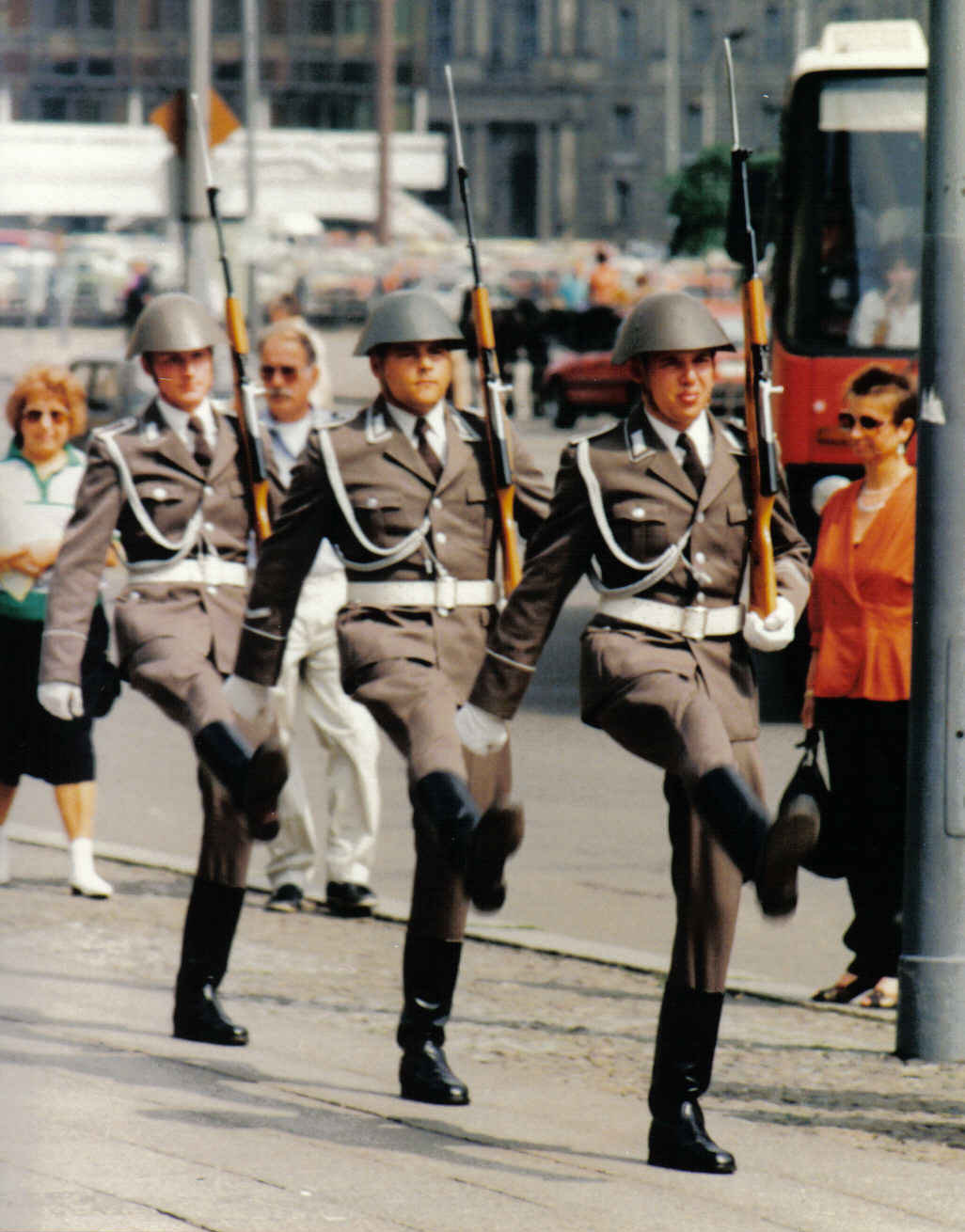
Oost-Duitse NVA in Exerzierschritt
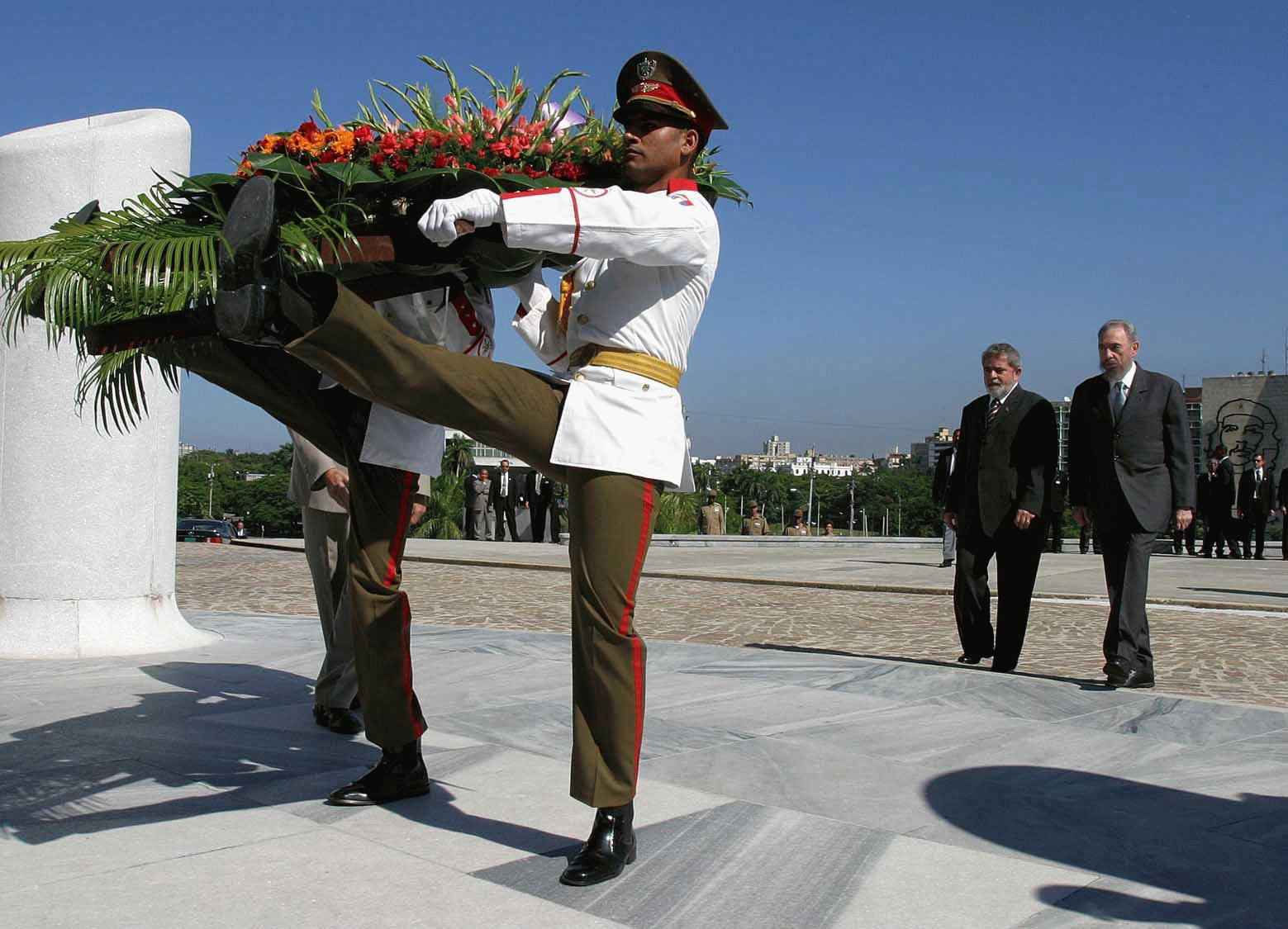
Cubaanse militairen in ganzenpas
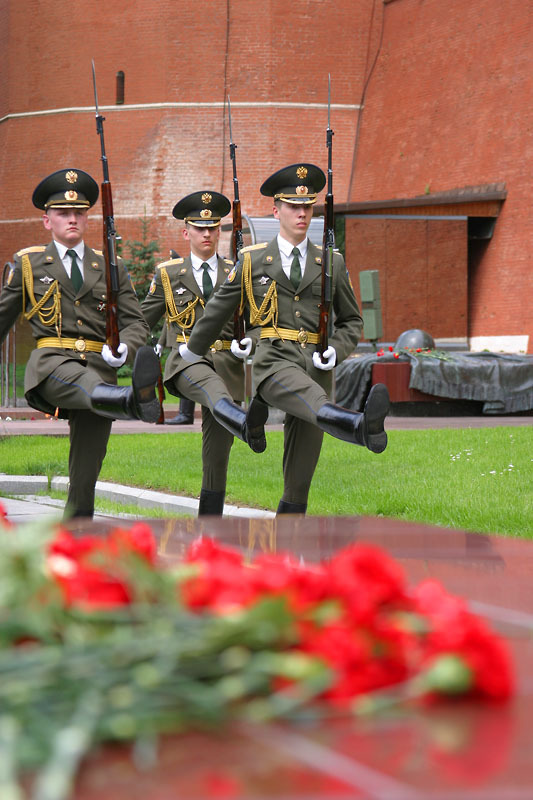
Wisseling van de wacht in Moskou